# 費恩德利 (喬治亞州)
費恩德利（英語：Findlay）是位於美國喬治亞州杜利縣的一個非建制地區。該地的面積和人口皆未知。

## 地理
費恩德利的座標為32°09′15″N 83°46′18″W / 32.15417°N 83.77167°W，而該地的平均海拔高度為113米（即371英尺）。